# Palion Zarka
Palion Zarka est un coureur cycliste albanais, né le 17 avril 1984.

## Palmarès
- 2002
  -  Champion d'Albanie du contre-la-montre
  - 3e du championnat d'Albanie sur route
- 2004
  - Tour d'Albanie
- 2005
  - Tour d'Albanie :
    - Classement général
    - 1re, 2e, 3e et 5e étapes
- 2006
  -  Champion des Balkans du contre-la-montre espoirs
  - Tour d'Albanie :
    - Classement général
    - 2eb et 3e étapes
- 2007
  -  Champion des Balkans du contre-la-montre
  -  Champion d'Albanie sur route
  -  Champion d'Albanie du contre-la-montre
  - Küpen Demokracia
  - Tour d'Albanie :
    - Classement général
    - 3e, 4e et 5e étapes
- 2008
  -  Champion d'Albanie sur route
  -  Champion d'Albanie du contre-la-montre
  - 4e étape du Tour d'Albanie
  - 3e du Tour d'Albanie
- 2009
  - Tour d'Albanie :
    - Prologue
    - 3e du classement général

  - 3e du championnat d'Albanie du contre-la-montre

## Classements mondiaux
| Année           | 2005  | 2006 | 2007 | 2008 | 2009 |
| --------------- | ----- | ---- | ---- | ---- | ---- |
| UCI Europe Tour | 1134e |      | 967e |      | 728e |